# Arman Adamian
Pour les articles homonymes, voir Adamian.
Arman Adamian (en russe : Арман Азатович Адамян), né le 14 février 1997, est un judoka russe, d'origine arménienne en activité évoluant dans la catégorie des moins de 100 kg (poids mi-lourds). Il a remporté la médaille d'or des championnats du monde 2023 dans sa catégorie.

## Carrière sportive
Adamjan termine troisième des Championnats d'Europe juniors 2016, puis en 2017, il termine deuxième des Championnats d'Europe juniors et devient vice-champion du monde juniors. L'année suivante, il remporte les Championnats d'Europe U23.
En 2019, il remporte le tournoi du Grand Chelem à Ekaterinbourg face à son compatriote Kirill Denisov. Aux Championnats d'Europe organisés dans le cadre des Jeux européens de 2019, il remporte la finale contre le Géorgien Varlam Liparteliani. Aux Championnats du monde 2019 à Tokyo, il est éliminé au deuxième tour par Elmar Qasımov d'Azerbaïdjan.
En 2020, Adamjan prend la troisième place du Paris Grand Slam. Presque aucun tournoi de judo n'a eu lieu au printemps et à l'été 2020 en raison de la pandémie de COVID-19. En octobre 2020, Adamyan atteint la finale du tournoi du Grand Chelem à Budapest, mais s'incline face à compatriote Niyaz Ilyasov. Un mois plus tard, il atteint la finale des Championnats d'Europe à Prague et reçoit la médaille d'argent derrière l'Israélien Peter Paltchik. En 2021, Adamjan termine septième aux Championnats du monde à Budapest. Fin 2021, il remporte le tournoi du Grand Chelem à Paris et également celui d'Abu Dhabi.
Après l'invasion russe de l'Ukraine, les athlètes russes ont été bannis de nombreux événements internationaux. Une équipe russe a néanmoins participé sous bannière neutre aux Championnats du monde 2023 à Doha : Adamjan atteint la finale et bat le Tchèque Lukáš Krpálek pour son premier titre de champion du monde.

## Palmarès

### Compétitions internationales
| Année | Compétition           | Lieu   | Résultat | Catégorie       |
| ----- | --------------------- | ------ | -------- | --------------- |
| 2019  | Jeux européens        | Minsk  | 1er      | Moins de 100 kg |
| 2020  | Championnats d'Europe | Prague | 2e       | Moins de 100 kg |
| 2023  | Championnats du monde | Doha   | 1er      | Moins de 100 kg |